# 渡辺豪綱
渡辺 豪綱（わたなべ ひでつな）は、江戸時代中期の大名。和泉国伯太藩の第5代藩主。伯太藩渡辺家7代。

## 略歴
宝暦9年（1759年）、第3代藩主・渡辺信綱の三男として誕生した。
天明3年（1783年）1月29日、跡継ぎのいない先代藩主で実兄の伊綱の養子となる。3月15日、第10代将軍・徳川家治に御目見した。4月18日、伊綱の隠居により家督を継いだ。12月18日、従五位下越中守に叙任した。
寛政5年（1793年）3月22日、死去。享年35。跡を長男の春綱が継いだ。